# Camporeale
Camporeale est une commune italienne de la province de Palerme, dans la région Sicile.

## Administration
| Période                                  | Période  | Identité   | Étiquette | Qualité |
| ---------------------------------------- | -------- | ---------- | --------- | ------- |
| 2017                                     | en cours | Luigi Cino |           |         |
| Les données manquantes sont à compléter. |          |            |           |         |

### Communes limitrophes
Alcamo, Monreale